# Mobile Architektur

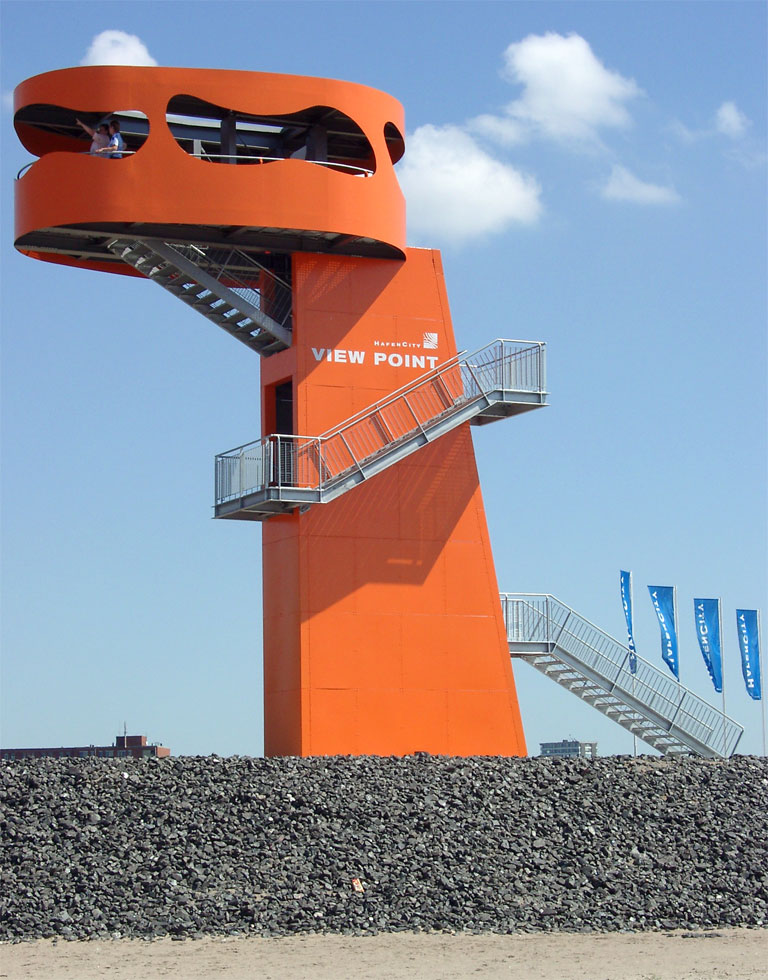
Mehrfach versetzter Aussichtsturm ViewPoint in der Hamburger HafenCity

Mobile Architektur bezeichnet Gebäude, bei denen eine Ortsveränderung bereits im Architekturkonzept vorgesehen ist. Man unterscheidet dabei zwischen  bewegbaren Strukturen, die als Ganzes bewegt werden können und modularen Strukturen, die abgebaut und an andere Stelle wieder aufgebaut werden können. Es besteht eine enge Verwandtschaft zur Temporären Architektur, wobei die Versetzung und Wiedernutzung nicht im Vordergrund stehen muss.

## Differenzierung

### Bewegbare Strukturen

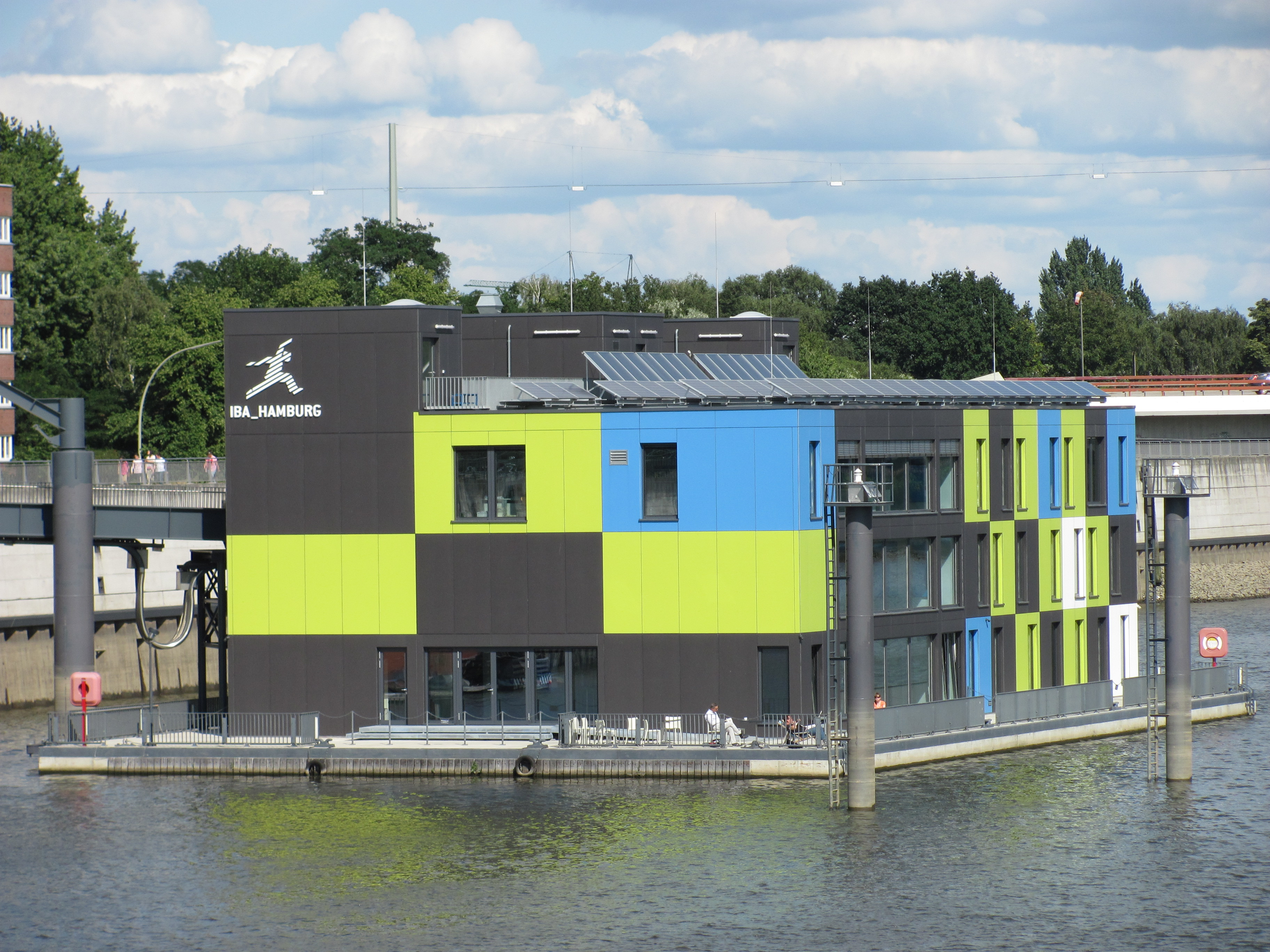
Das IBA-Dock, ein für die IBA Hamburg errichteter, schwimmender Ausstellungsbau.

Bei den bewegbaren Strukturen werden diese als Ganzes erhalten und es steht deren vollständige Mobilität im Vordergrund. Es ist also der gesamte Körper mobil und dieser wird in seiner inneren wie äußeren Struktur nicht verändert. 
Ein Beispiel hierfür sind schwimmende Bauten, wie der in der nebenstehenden Abbildung dargestellte Ausstellungsbau zur IBA Hamburg. Der auf einem Ponton ruhende Bau kann ohne bauliche Veränderungen über das Wasser zu einem neuen Standort überführt werden. 
Die britische Halley-Station in der Antarktis steht auf Kufen und kann bei Bedarf über das Eis zu einem anderen Standort gezogen werden.
Kleine Wohneinheiten wie Wohnwagen, Wohnmobile und Tiny Houses weisen ebenfalls Merkmale mobiler Architektur auf.
Ein Beispiel für eine größere Struktur ist der ViewPoint in der Hamburger HafenCity. Dabei handelt es sich um einen Aussichtsturm für Besucher. Dieser dient dazu, den Baufortschritt bei diesem städtebaulichen Großprojekt zu veranschaulichen, bzw. einen Blick in die Baustellen hineinwerfen zu können. Aufgrund der fortschreitenden Entwicklung und der sich damit räumlich verlagernden Bautätigkeit wurde dieser bereits mehrfach an neue Standorte versetzt.

### Modulare Strukturen

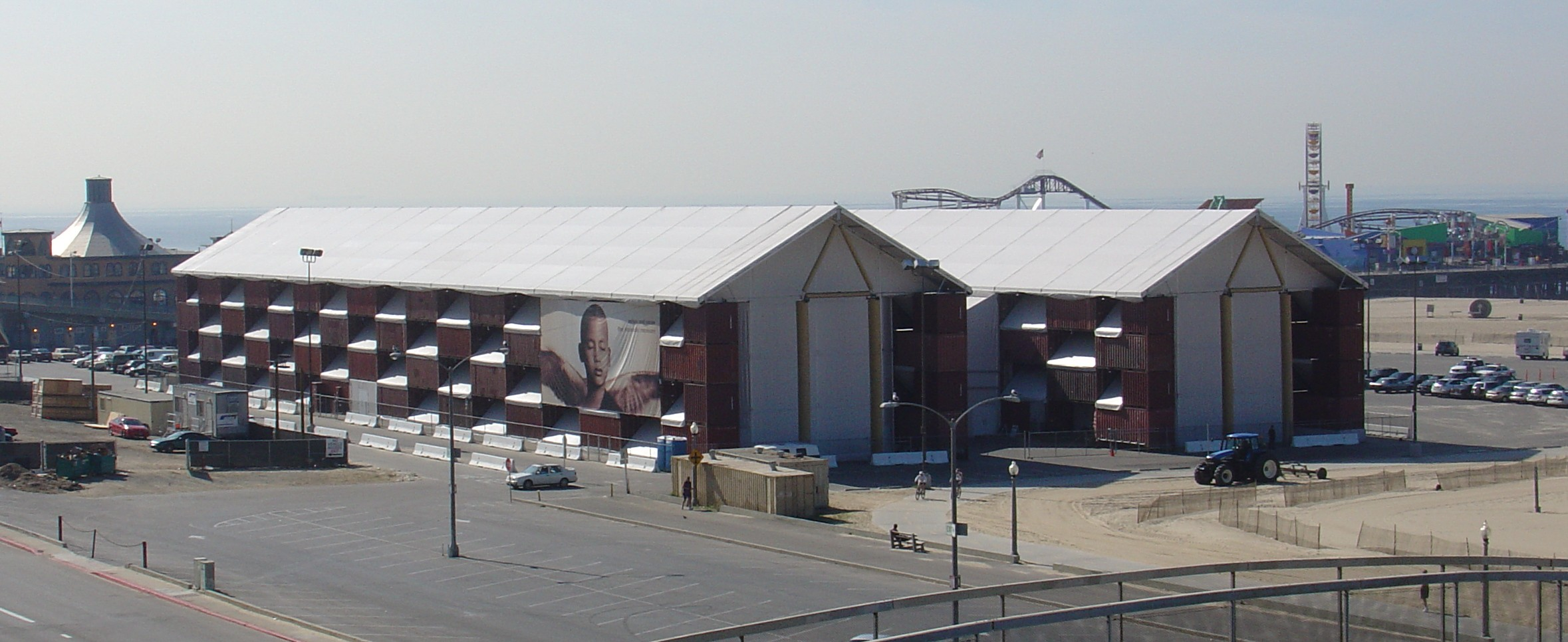
Nomadic Museum

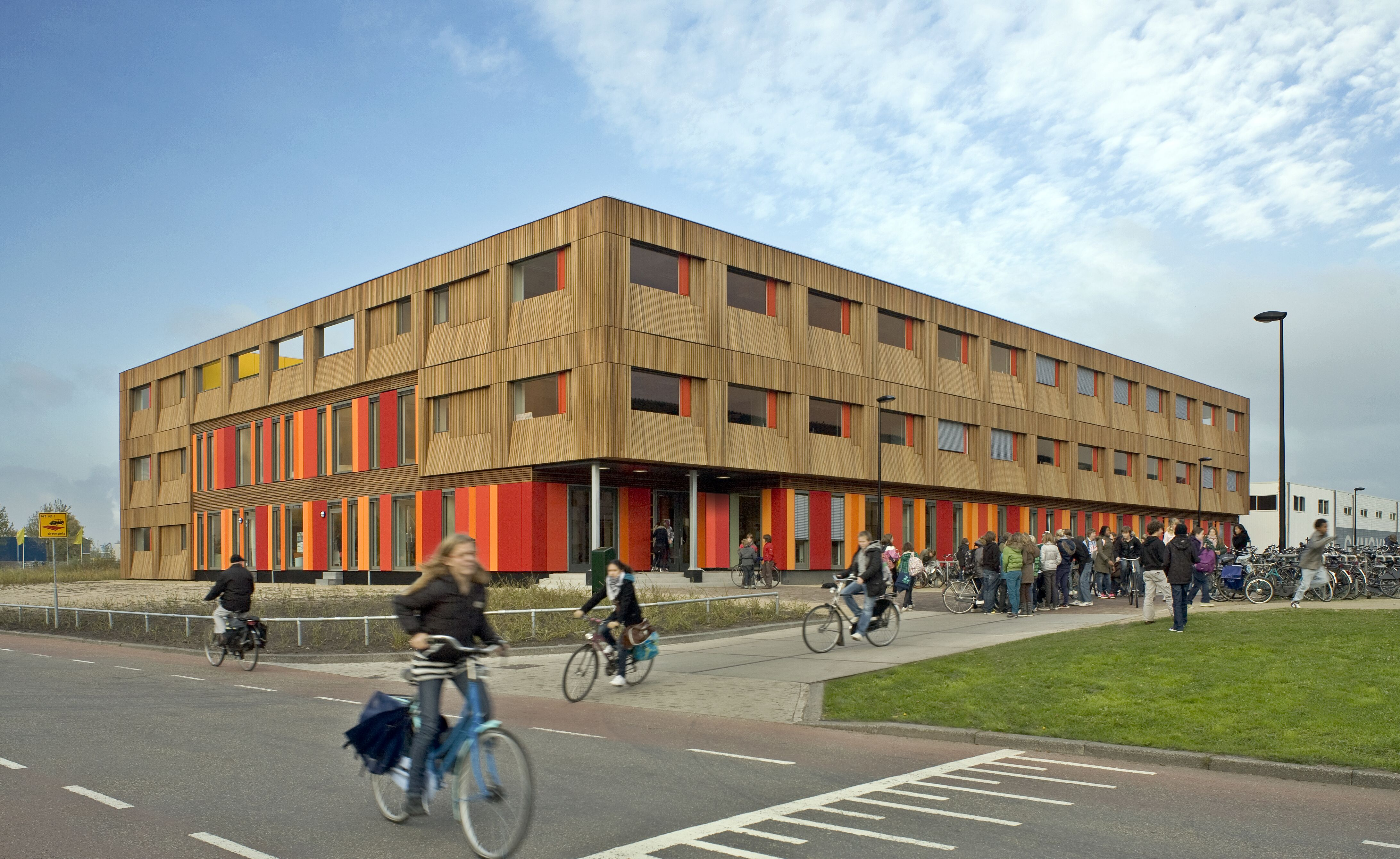
4th Gymnasium in Amsterdam

Die zweite Gruppe bilden modulare Strukturen. Deren Mobilität wird durch die Demontierbarkeit der Struktur in einzelne Bestandteile sichergestellt. Diese können dann getrennt zu einem neuen Standort transportiert werden. Die Mobilität verlangt einen leichtgängigen und raschen Montage- bzw. Demontageablauf. Die einzelnen Module und Elemente sind dabei häufig so gestaltet, dass sie viele Male neu aufgebaut werden können, auch in unterschiedlicher Zusammensetzung. Gerade diese Flexibilität macht die Strukturen anpassungsfähig an die individuellen Gegebenheiten der jeweiligen Standorte. 
Am besten eignen sich hierfür Container, da deren Hülle für den leichten und schnellen Transport konzipiert ist und sie zugleich über ein großes Platzpotential im Inneren verfügen. Sie können für völlig unterschiedliche Zwecke genutzt und zu Containergebäuden zusammengebaut werden. 
Das sogenannte Nomadic Museum beherbergte eine Ausstellung, welche an mehreren Orten weltweit gezeigt wurde. Die Anforderung lag also darin, einen stetigen Auf- und Abbau an verschiedenen Standorten zu gewährleisten. Die Container dienten dabei in erster Linie als Außenwände der beiden Ausstellungsräume. Diese wurde kombiniert mit einem Dach und zusätzlichen Seitenelementen, um die Innenräume nach außen abzutrennen. 
Ein zweites Beispiel ist das 4th Gymnasium in Amsterdam. Als temporäres Bauwerk dient es der Versorgung mit Schulplätzen in einem auf eine zukünftige städtebauliche Entwicklung ausgerichteten Hafengebiet. Der jetzige Standort grenzt an die naheliegende Wohnbebauung, die spätere Entwicklung dieser Fläche soll allerdings dem Wohnungsbau dienen. Der gesamte Bau mit Klassen- und Lehrerzimmern sowie Aufenthaltsbereichen wird vollständig aus Containern gebildet. Bei der Aufgabe der Schule an diesem Standort können die Container zum gleichen Zweck an einem anderen Standort in einer variierten Anordnung wieder aufgestellt werden. Dies gilt ebenso für ein benachbartes Studentenwohnheim.

## Transport
Der Weg von einem Nutzungsstandort zum nächsten kann auf viele Möglichkeiten zurückgelegt werden. Früher wurden die Bauwerke manuell oder mit der Hilfe von Lasttieren fortbewegt, heute übernehmen diese Aufgabe Lastkraftwagen, Bahn und Schiffe. Auch der Transport in der Luft mit Lasthubschraubern ist möglich, jedoch sehr teuer. Die meisten Transportaufgaben erledigen die Lkws, da diese Art des Ortswechsels sehr flexibel und kostengünstig ist.

## Konstruktion
Die Konstruktion von mobiler Architektur ist oft sehr einfach aufgebaut, aber dennoch belastbar und dauerhaft. Als Baumaterialien finden alle leichten Materialien Verwendung, also Stahl, Kunststoff, Holz, Wellblech, und Stoffe aller Art. Klassische Baustoffe wie Beton, Ziegel oder Glas sind viel zu schwer oder eignen sich nicht für häufige Transporte.
Mobile Bauten werden nur auf kleinen Fundamenten gegründet oder kommen sogar ganz ohne Fundament aus. In diesem Fall werden sie mit einer leichten Verankerung in ihrer Lage gesichert.

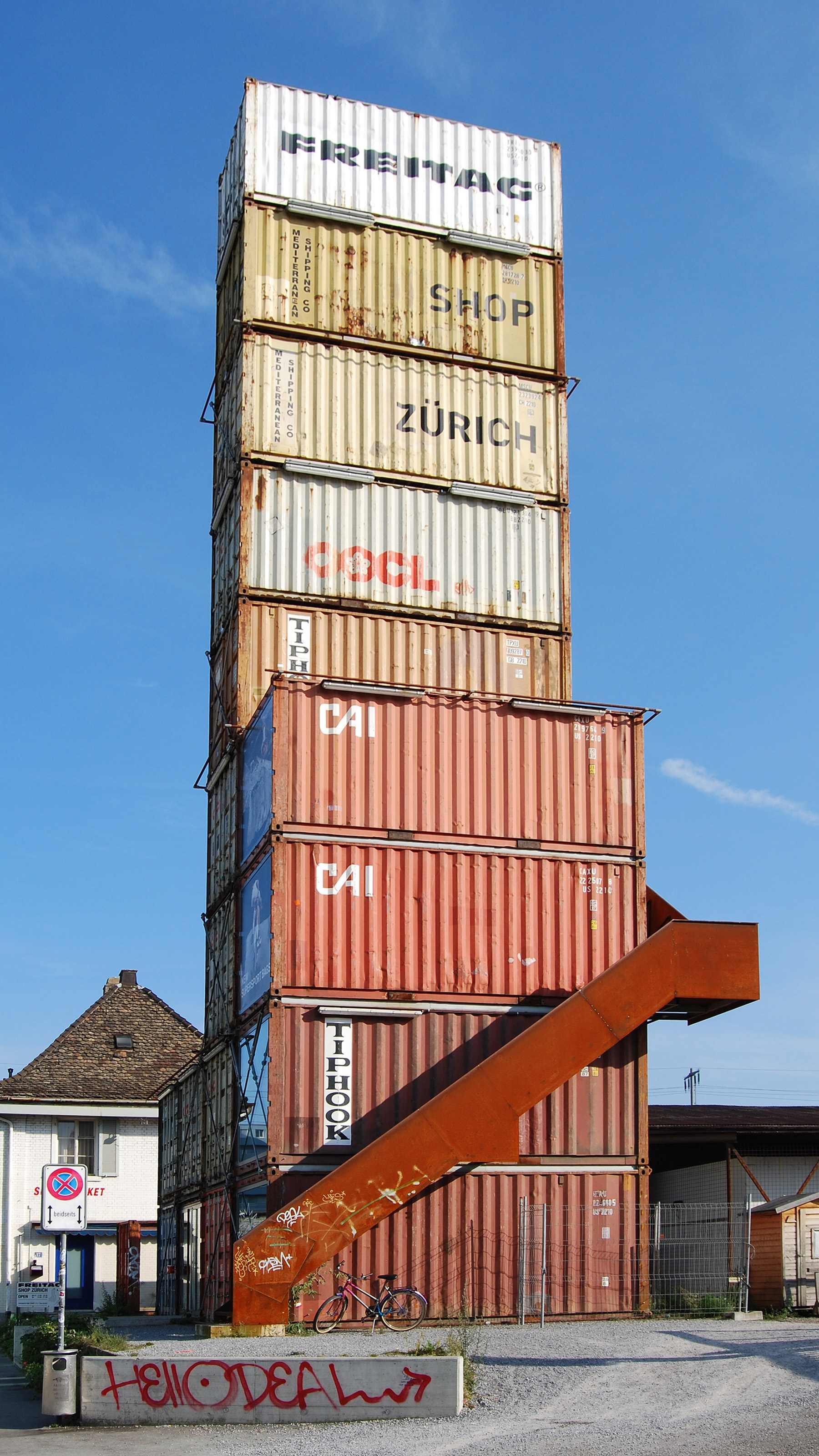
Freitag-Shop in Zürich West, Turm aus 19 Frachtcontainern